# 모래 애니메이션
모래 애니메이션(sand animation)은 아래에서 조명을 비추는 투명한 판 위에 고운 모래를 깔아놓고 그 모래에 그림을 그려 장면을 만드는 예술 형태를 말한다. 가장 유명한 작가는 Ilana Yahav이다.